# Suicide Club
Suicide Club (japanska: 自殺サークル; Jisatsu Sākuru), är en japansk film från 2002 i regi av Sion Sono.

## Handling
Filmen inleds med att 54 skolflickor fnissande går nerför trapporna till en järnvägsstation i Tokyo. De ställer sig på rad på perrongkanten och fattar varandras händer. När pendeltåget ankommer hoppar de alla ner på spåret. Stationen förvandlas till ett kaos av blod. En rad kollektiva självmord följer, och polisinspektören Kuroda får i uppdrag att leda utredningen kring dessa. Han försöker finna ett samband mellan de olika självmorden...